# 女流最強戦
女流最強戦（じょりゅうさいきょうせん）は、囲碁の女流棋士による棋戦。1998年創設。正式名称は東京精密杯女流プロ最強戦（とうきょうせいみつはいじょりゅうプロさいきょうせん）。
主催の東京精密が棋戦を行う余裕がなくなったことにより、2008年（第10期）をもって終了。第10期優勝者は、優勝決定から1年後の2009年8月25日まで女流最強位を名乗れた。
- 主催 東京精密、日本棋院
- 特別協賛 碁ワールド（日本棋院発行）
- 優勝賞金 450万円（2008年終了時）

## 方式
- 第9期まで32名、第10期のみ16名のトーナメント方式で争われた。
- コミは、第4期まで5目半、第5期以降は6目半。
- 第9期まで持時間は各30分、使い切ってから1分の秒読み式。第10期のみ各1時間、使い切ってからの1分の秒読み式。
- 決勝戦は第9期まで一番勝負、第10期のみ三番勝負。

## 歴代優勝者
左が優勝者
1. 1999年 新海洋子 - 矢代久美子
2. 2000年 加藤朋子 - 青木喜久代
3. 2001年 青木喜久代 - 吉田美香
4. 2002年 岡田結美子 - 梅沢由香里
5. 2003年 鈴木歩 - 中澤彩子
6. 2004年 新海洋子 - 岡田結美子
7. 2005年 小林泉美 - 小西和子
8. 2006年 謝依旻 - 小西和子
9. 2007年 鈴木歩 - 青木喜久代
10. 2008年 加藤啓子 2 - 0 謝依旻

## 記録
- 最多優勝 新海洋子・鈴木歩 2回
- 最年少優勝 謝依旻 17歳1か月（第8期、当時の女流棋士史上最年少タイトル[注 2]）